# Tibioploides
Tibioploides és un gènere d'aranyes araneomorfes de la subfamília dels erigonins, dins de la família Linyphiidae. Es poden trobar a la zona paleàrtica: Estònia, Escandinàvia, Rússia, la Xina i el Japó
Fou descrit per primera vegada per K. Y. Eskov i Y. M. Marusik l'any 1991.

## Llista d'espècies
Segons The World Spider Catalog 12.0:
- Tibioploides arcuatus (Tullgren, 1955)
- Tibioploides cyclicus Sha & Zhu, 1995
- Tibioploides eskovianus Saito & Ono, 2001
- Tibioploides kurenstchikovi Eskov & Marusik, 1991
- Tibioploides monticola Saito & Ono, 2001
- Tibioploides pacificus Eskov & Marusik, 1991 (Espècie tipus)
- Tibioploides stigmosus (Xia, Zhang, Gao, Fei & Kim 2001)